# Leonhard Lang (Papierhändler)

Leonhard Lang

Leonhard Lang (* 27. Juli 1843 in Mühlau bei Innsbruck; † 8. Jänner 1928 in Innsbruck) war ein österreichischer Papierhändler und Wohltäter.

## Leben
Der Sohn eines Schmiedes wuchs in einer kinderreichen Familie in einfachen Verhältnissen auf. Nach der Volksschule absolvierte er eine Lehre bei einem Spezereihändler in Innsbruck. Anschließend arbeitete er in einer Innsbrucker Papierhandlung, wo er bis zum Prokuristen aufstieg. Mit seinem angesparten Kapital von 2800 Gulden gründete er 1872 sein eigenes kleines Papiergeschäft. Ein Jahr später wuchs es beträchtlich, als er die Konkursmasse der alten Imster Papierfabrik übernahm.

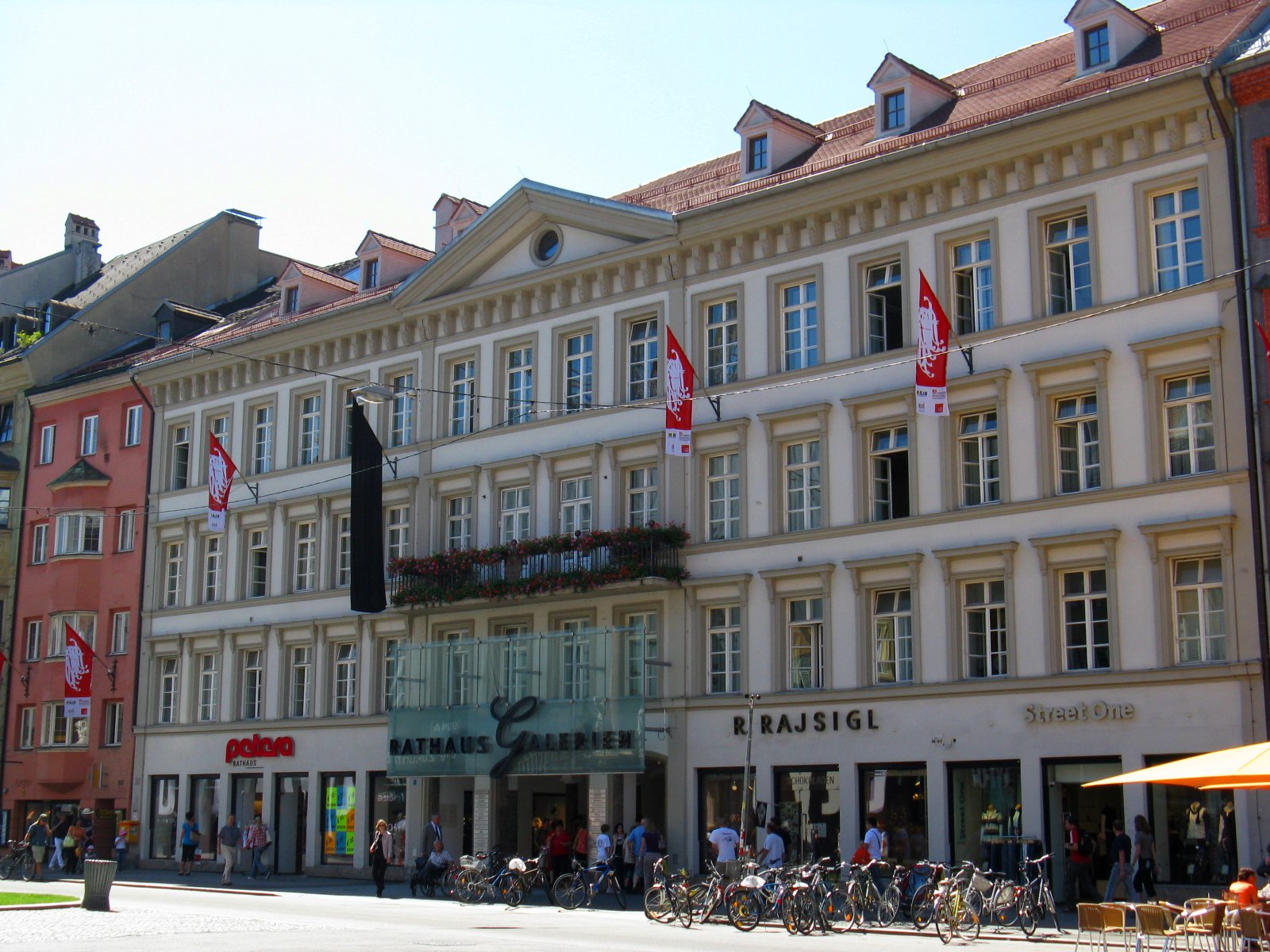
Das 1897 der Stadt Innsbruck geschenkte Rathaus

1882 kaufte Lang das seit 1876 leerstehende Hotel „Österreichischer Hof“ in der Maria-Theresien-Straße. Er baute es für sein inzwischen zur Großhandlung angewachsenes Geschäft um und erweiterte es nach und nach durch Anbauten. 1897 stiftete er das Gebäude der Stadt Innsbruck als neues Rathaus und zog sich mit seinem Geschäft in die rückwärtigen Trakte zurück. Gleichzeitig gründete er die „Leonhard und Clara Langsche Stiftung für Studierende, Lehrlinge und Lehrmädchen“ für die weitere Ausbildung von Zöglingen des Sieberer'schen Waisenhauses.
Lang war vielseitig interessiert und unternahm zahlreiche Reisen in Europa, Amerika und Asien. Er spielte eine wichtige Rolle im gesellschaftlichen Leben Innsbrucks und förderte soziale wie kulturelle Einrichtungen, darunter insbesondere das Tiroler Volkskunstmuseum. Für die Jesuitenkirche und die Spitalskirche stiftete er neue Glocken.
Auf Grund der hohen Qualität der Produkte wurde ihm der Titel eines k.u.k. Hof-Papier-Lieferanten verliehen.
Nach einem Schlaganfall zog er sich 1913 ins Privatleben zurück und starb 1928 in Innsbruck. Die von ihm gegründete Firma besteht noch heute, hat sich aber von Papierhandel und -verarbeitung zur Medizintechnik verlagert.

## Ehrungen
Für sein Mäzenatentum wurde Leonhard Lang vielfach geehrt. 1897 ernannte ihn die Stadt Innsbruck zum Ehrenbürger und Kaiser Franz Joseph I. verlieh ihm das Ritterkreuz des Franz-Joseph-Ordens. 1906, noch zu seinen Lebzeiten, wurde die Langstraße im Innsbrucker Stadtteil Pradl nach ihm benannt. 1909 wurde er Ehrenmitglied des Tiroler Landesmuseums Ferdinandeum. Nach seinem Tod wurde er in einem städtischen Ehrengrab auf dem Westfriedhof beigesetzt.